# Starovice
Starovice är en ort i Tjeckien.   Den ligger i distriktet Okres Břeclav och regionen Södra Mähren, i den sydöstra delen av landet, 210 km sydost om huvudstaden Prag. Starovice ligger 206 meter över havet och antalet invånare är 761.
Terrängen runt Starovice är platt. Runt Starovice är det ganska tätbefolkat, med 111 invånare per kvadratkilometer. Närmaste större samhälle är Hustopeče, 2,6 km sydost om Starovice. Trakten runt Starovice består till största delen av jordbruksmark.